# Assemblée constituante russe de 1918

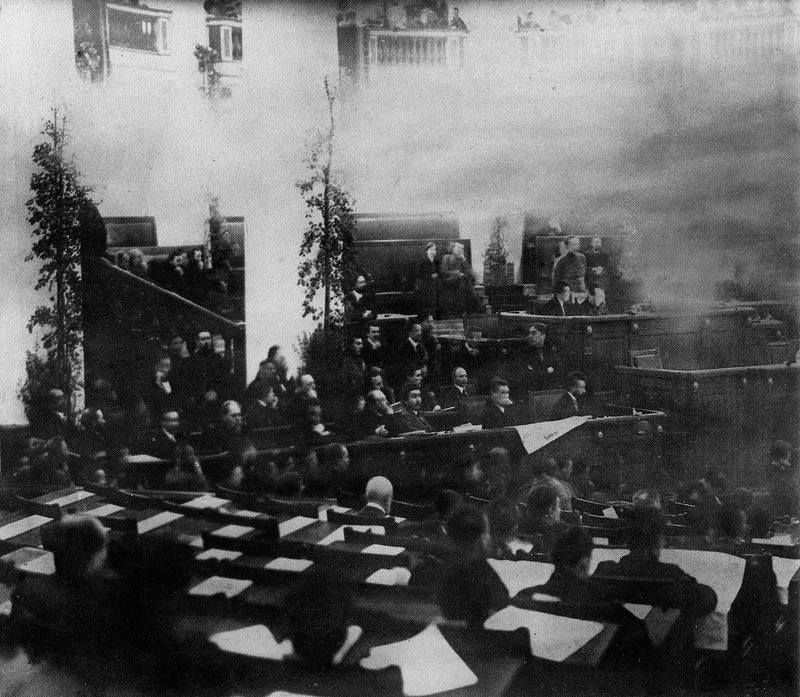
Réunion des membres de l'Assemblée constituante russe au Palais de Tauride à Pétrograd (5 janvier 1918.

L'Assemblée constituante russe de 1918 (en russe : Всероссийское Учредительное собрание) est une assemblée constituante éphémère, formée dans la Russie soviétique après la révolution d’Octobre (1917), afin de doter le pays d'une constitution. Elle délibère durant 17 heures, les 5 et 6 janvier 1918 (18/19 janvier 1918 dans le calendrier grégorien), avant d'être dissoute par le gouvernement bolchévik.

## Les faits
Dès la révolution de Février et l'abdication de Nicolas II, le gouvernement provisoire s'engage à faire élire une Assemblée constituante. Le 14 juin 1917, Kerensky, ministre de la Justice, décide de faire procéder à cette élection malgré la poursuite de la guerre et l'occupation d'une partie du territoire. Cette initiative est soutenue par l'ensemble des partis politiques, y compris les bolchéviks. La date des élections est fixée au 12 novembre 1917 (25 novembre dans le calendrier grégorien).
Entre-temps, Lénine s'est emparé du pouvoir et pense, en accord avec Trotsky, à reporter le scrutin, ou au moins à modifier le système électoral. Pour lui, cette élection est « une erreur, une erreur évidente que nous paierons chèrement. La révolution pourrait y perdre la tête ». Toutefois, il ne peut ouvertement s'y opposer, mais il s'arrange pour dissoudre la commission électorale et désigne Moïsseï Ouritski pour superviser les opérations avec le titre de commissaire à l'élection.
Les élections se déroulent donc normalement à la date prévue. La participation est importante avec environ 60 % du corps électoral. Ce sont les premières élections générales en Russie où les femmes ont le droit de vote (10 sont élues). Il faut cependant attendre fin décembre pour collecter les résultats, très défavorables aux bolchéviks qui n'obtiennent que 168 sièges sur 703 (24 %). Les SR en remportent 299 ; les SR de gauche, les seuls alliés des bolchéviks 39 ; les mencheviks 18 ; et les Cadets 17. 158 élus représentent différents groupes nationaux.
Ce résultat est un défi face au pouvoir bolchévique. Le 28 novembre, Lénine interdit le parti des KD, accusé d'être contre-révolutionnaire et fait arrêter ses dirigeants. Le 12 décembre, il publie dans la Pravda ses Thèses sur l'Assemblée constituante où il expose que l'Assemblée constituante russe est constituée de partis bourgeois ; accepter sa domination serait un recul pour la révolution sociale.
Dans les jours qui précèdent la convocation de l'Assemblée, l'atmosphère est tendue. Des mesures policières sont prises pour éviter les manifestations de soutien. Le 1er janvier 1918 (14 janvier dans le calendrier grégorien), Lénine échappe à un attentat. Le 4 janvier, l'état de siège est proclamé par le chef de la Tchéka, Moïsseï Ouritski. L'Assemblée s'ouvre le 5 sous la présidence du SR Victor Tchernov, élu par 246 voix, contre la SR de gauche Maria Spiridonova soutenue par les bolchéviks, 151 voix. Sverdlov, assisté de Boukharine et Sokolnikov encadrent les élus bolchéviques. Ces derniers demandent à l'Assemblée d'approuver les décrets pris par le gouvernement bolchévique, initiative que la majorité SR repousse, ce qui entraîne le départ des bolchéviks, suivi des SR de gauche. S'appuyant sur le Congrès des Soviets, organe selon lui de la volonté populaire, Lénine prend la décision de dissoudre l'Assemblée. Le 6 janvier, les gardes rouges expulsent les députés et interdisent l’accès du bâtiment.
Ce coup de force s'accompagne dans Pétrograd de violences faisant quelques victimes, dont deux députés libéraux. Gorki salua la mémoire des victimes ouvrières qui se sont portées au secours de l'Assemblée constituante. Le 10 janvier 1918 (23 janvier dans le calendrier grégorien), le IIIe Congrès des soviets donne une légitimité à ce coup d'État.